# 労農同盟
労農同盟（ろうのうどうめい）とは共産主義において用いられている用語。これは社会主義革命の達成のために労働者階級と農民が同盟を結んで組織して、権力者に対して立ち向かうということ。中華人民共和国というのは、労農同盟による勢力によって建国された国家であり、現行の中国の憲法でも労農同盟によって国家は運営され続けているということになっている